# Orthia delecta
Orthia delecta là một loài bướm đêm trong họ Noctuidae.